# Ausgleichsbehälter
Ein Ausgleichsbehälter (kurz AGB) dient in vielen unterschiedlichen technischen Systemen zur Stabilisierung der Ablaufprozesse.

## Allgemeines
Ein Ausgleichsbehälter ist eine Armatur, die in Klein- und Großanlagen Verwendung findet. Sie wird benötigt, um durch temperaturbedingte Ausdehnung, Verdunstung oder Verdampfung eines flüssigen oder gasförmigen Betriebsmittels dessen Verlust zu kompensieren, im Falle der Temperaturausdehnung wird das schwankende Volumen ausgeglichen. Meistens wird mit dem Ausgleichsbehälter und dem vorgehaltenen Betriebsmittel der Anlagendruck aufrechterhalten.
Technisch kann ein Ausgleichsbehälter auf unterschiedliche Weise und in unterschiedlicher Größe je nach den vorliegenden Anforderungen beschaffen sein. In geschlossenen und beheizten Anlagen ist dies ein Ausdehnungsgefäß, in offenen Systemen z. B. ein Hochbehälter.

## Anwendungsgebiete
- Windkessel in Betriebsbremsanlage – beispielsweise mit Druckluft, etwa bei Eisenbahnwagen oder Kraftfahrzeugen, siehe auch Bremse (Kraftfahrzeug)
- Membranausdehnungsgefäße und Pufferspeicher in Etagen- und Zentralheizungen
- Kühlanlagen
- Hydrophore in Wasserleitungssystemen mehrstöckiger Häuser
- Hochbehälter in Wasserversorgungsnetzen